# Imperiul Part

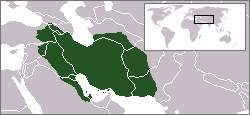
Imperiul Part

Imperiul Part (247 Î.Hr.– 224 d.Hr.) a fost al treilea imperiu persan ce a dominat teritoriul platoului Iranian. Parția este și o regiune situată în sud-estul Mării Caspice, regiune ce a reprezentat centrul acestui imperiu. Imperiul Part a fost condus de dinastia arsacidă, iar la apogeul existenței controla teritoriile actuale din Armenia, Mesopotamia, Iran și Afganistan. Fondarea imperiului a avut loc odată cu prăbușirea Imperiului Seleucid, iar Imperiul Part a fost un rival important al Imperiului Roman.

## Istoric
Între anii 334-327 î.Hr., regele macedonean Alexandru cel Mare cucerește Imperiul ahemenid. La moartea sa din anul 323 î.Hr, generalii săi, numiți diadohi, împart imensul imperiu ce se întindea din Macedonia până în India. Unul din acești generali, numit Seleucos, primește Imperiul Persan și întemeiază dinastia seleucidă.
În jurul anului 250 î.Hr. apare din Asia Centrală un conducător dur numit Arsaces I, care întemeiază Imperiul Part în estul Persiei și dinastia Arsaciadă. Un urmaș al acestuia, Mitriade, devine rege în 171 î.Hr. și cucerește între anii 160-140 î.Hr. teritoriile cuprinse între Marea Caspică și Golful Persic și înființează o nouă capitală, la Ctesiphon, iar Imperiul Seleucid cuprindea acum doar Siria. Mitriade moare în 138 î.Hr., iar Imperiul part este la maxima sa expansiune teritorială de la Eufrat la Ind.
Primele ciocniri cu romanii au loc în anul 53 î.Hr., când generalul roman Crassus, care visa la cucerirea Parției, este învins în bătălia de la Carrhae, de către generalul part Surena, și ucis. Este o înfrângere zdrobitoare: din cei 42.000 de soldați romani (7 legiuni), 20.000 mor în luptă, 10.000 sunt luați prizonieri și doar 12.000 scapă. Parții aveau o armată de doar 11.000 de oameni. Cezar se pregătea de o campanie împotriva parților, dar este asasinat în anul 44 î.Hr. Prietenul acestuia, Marcus Antonius, duce 2 campanii împotriva parților în 36 î.Hr. și 34 î.Hr., dar nu reușește să cucerească Parția. Primul împărat roman, Augustus (27 î.Hr. – 14 d.Hr.) promovează o politică de pace cu parții și recuperează în 20 î.Hr. prizonierii și stindardele pierdute de Crassus la Carrhae și fixează Eufratul ca graniță între cele 2 imperii.
Între anii 114-117 d.Hr., împăratul roman Traian cucerește Armenia, Asiria și Mesopotamia, Imperiul Roman atingând maxima sa expansiune teritorială. Traian moare la întoarcerea la Roma, iar succesorul său, Hadrian, restituie Asiria și Mesopotamia parților. În 163 parții au atacat provincia romană Siria, dar romanii îi resping, trec Eufratul și jefuiesc Ctesifonul în 166. Împăratul roman Septimius Severus cucerește Mesopotamia în anul 198 și jefuiește iarăși Ctesiphonul în 212.
În anul 224 nobilii din familia sasanidă preiau puterea în Parția și înființează Imperiul Sasanid și noua dinastie sasanidă, sub sceptrul lui Ardașir I⁠(d).